# Ranunculus peltatus
Il ranuncolo peltato (nome scientifico Ranunculus peltatus Schrank, 1789) è una pianta acquatica appartenente alla famiglia delle Ranunculaceae, comune negli acquitrini.

## Etimologia
Il nome generico (Ranunculus), passando per il latino, deriva dal greco Batrachion, e significa "rana" (è Plinio scrittore e naturalista latino, che c'informa di questa etimologia) in quanto molte specie di questo genere prediligono le zone umide, ombrose e paludose, habitat naturale degli anfibi. L'epiteto specifico (peltatus = a forma di scudo) deriva dal latino e si riferisce probabilmente alla particolare forma delle foglie galleggianti (in altre fonti si fa riferimento alla forma delle fossette nettarifere).

Il binomio scientifico attualmente accettato (Ranunculus peltatus) è stato proposto dal botanico e entomologo tedesco Franz Paula von Schrank(1747 –  1835) in una pubblicazione del 1789.

## Descrizione
Le descrizioni di questa sezione si riferiscono alla specie tipo Ranunculus peltatus subsp. peltatus

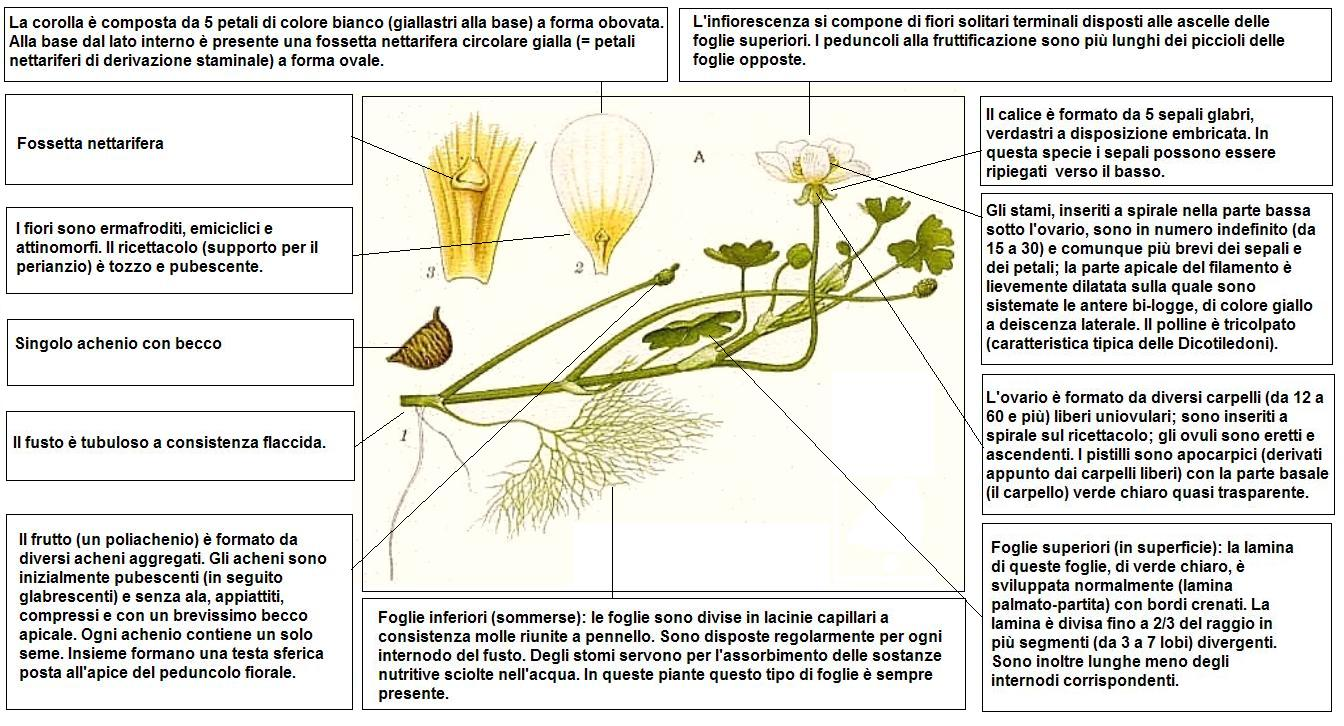
Descrizione delle parti della pianta

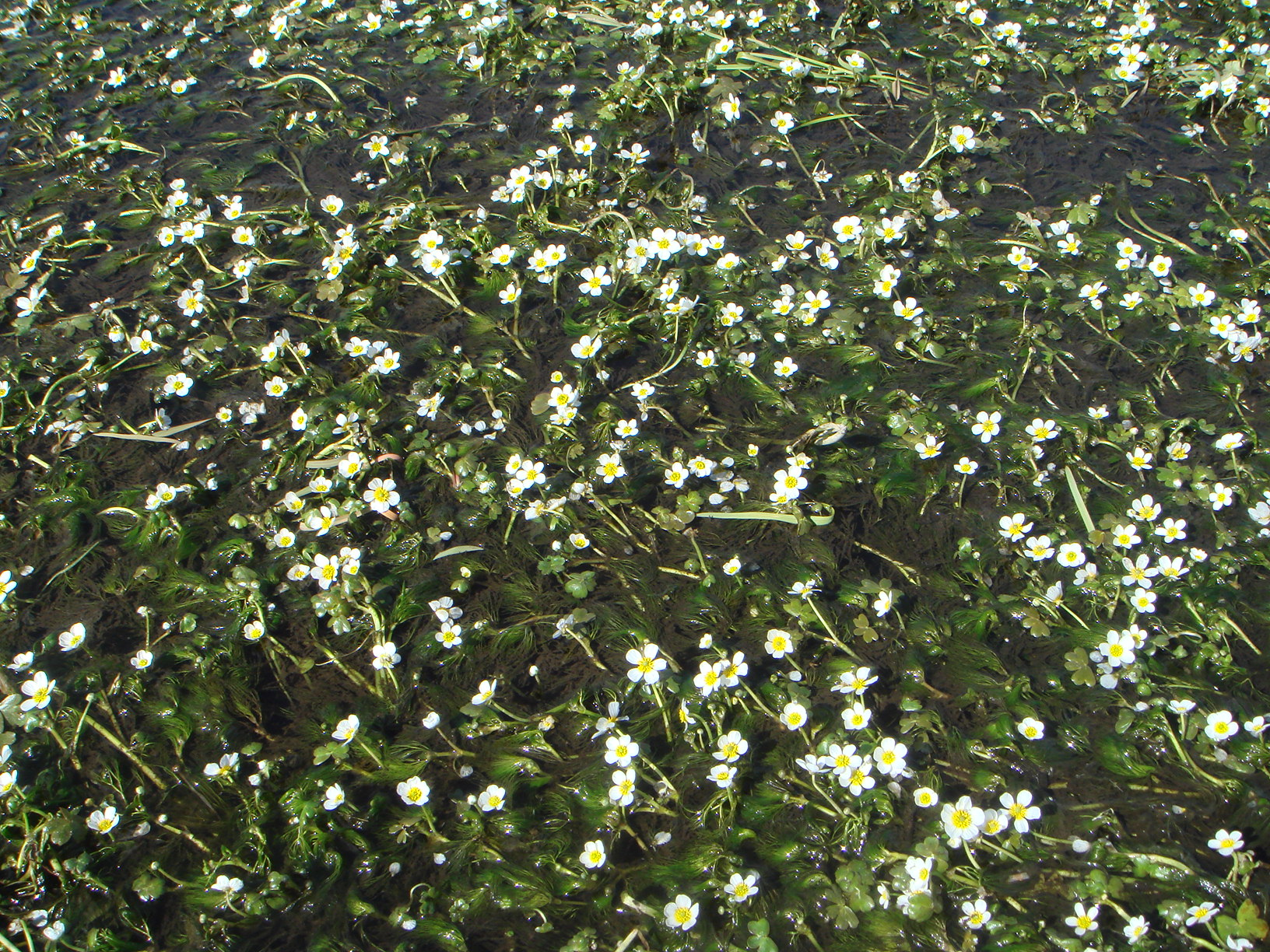
Il portamento

È una pianta erbacea palustre a portamento in parte sommerso. La lunghezza media varia da 20 a 150 cm (fino a 6 m in condizioni favorevoli). Da un punto di vista biologico è definita idrofita radicante (I rad), ossia è una pianta acquatica pianta perenne (o annuale) le cui gemme si trovano sommerse o natanti con un apparato radicale che le ancora al fondale. In certi casi queste piante possono essere definite anche terofite in quanto superano la stagione avversa sotto forma di seme. 

### Radici
Le radici sono immerse nel fondale.

### Fusto
Il fusto è tubuloso a consistenza flaccida. Diametro del fusto: 1 – 2 mm.

### Foglie

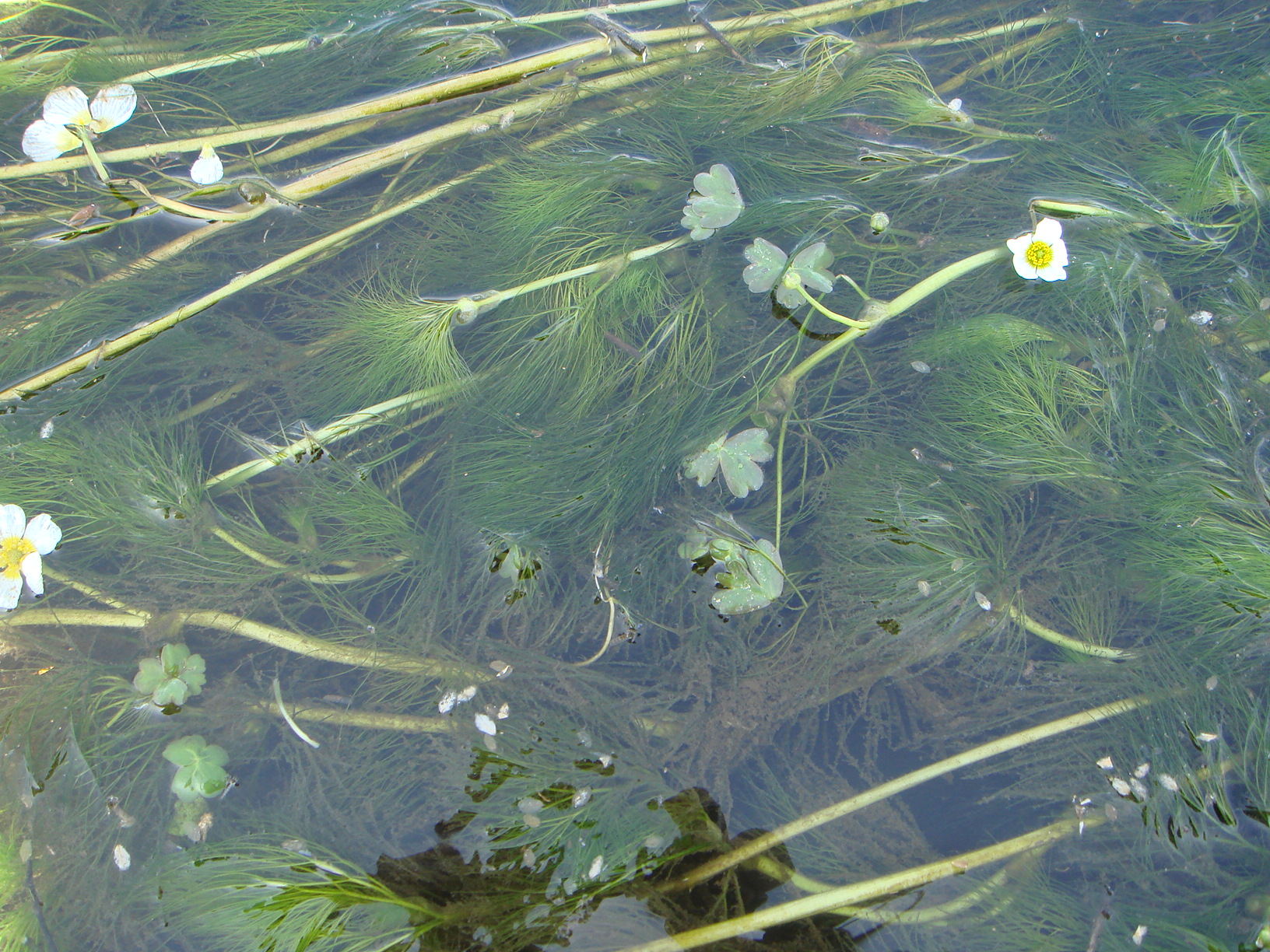
le foglie (sommerse e in superficie)

Questa specie è soggetta al fenomeno della eterofilia. È presente quindi un certo dimorfismo fogliare tra le foglie sommerse e quelle di superficie (in alcuni casi le foglie di superficie derivano da quelle sommerse).
- Foglie inferiori (sommerse): le foglie sono divise in lacinie capillari a consistenza molle riunite a pennello se estratte dall'acqua. Sono disposte regolarmente ad ogni internodo del fusto. Degli stomi servono per l'assorbimento delle sostanze nutritive sciolte nell'acqua. In queste piante questo tipo di foglie è sempre presente. Lunghezza delle lacinie: 5 – 15 mm.
- Foglie superiori (in superficie): la lamina di queste foglie, di verde chiaro, è sviluppata normalmente (lamina palmato-partita) con bordi crenati. La lamina è divisa fino a 2/3 del raggio della foglia in più segmenti (da 3 a 7 lobi) divergenti. La lunghezza totale di queste foglie è minore degli internodi corrispondenti. Diametro delle foglie: 2 – 3 cm. Lunghezza dei peduncoli: 4 – 6 cm.

### Infiorescenza
L'infiorescenza si compone di fiori solitari terminali disposti alle ascelle delle foglie superiori. I peduncoli alla fruttificazione sono più lunghi dei piccioli delle foglie opposte. Lunghezza del peduncolo: maggiore di 5 cm.

### Fiore

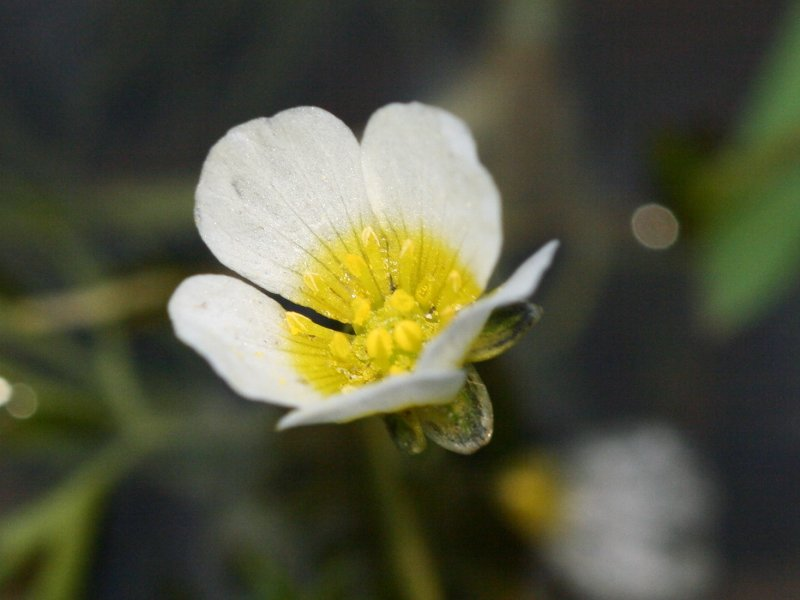
Il fiore

I fiori sono ermafroditi, emiciclici e attinomorfi. I fiori sono di tipo molto arcaico anche se il perianzio(o anche più esattamente il perigonio) di questo fiore è derivato dal perianzio di tipo diploclamidato (tipico dei fiori più evoluti), formato cioè da due verticilli ben distinti e specifici: sepali e petali. Il ricettacolo (supporto per il perianzio) è tozzo e pubescente. Diametro dei fiori: 4 – 30 mm.
- Formula fiorale: per queste piante viene indicata la seguente formula fiorale:

* K 5, C 5, A molti, G 1-molti  (supero), achenio
- Calice: il calice è formato da 5 sepali glabri, verdastri a disposizione embricata. In realtà i sepali sono dei tepali sepaloidi[8]. In questa specie i sepali possono essere ripiegati verso il basso.
- Corolla: la corolla è composta da 5 petali di colore bianco (giallastri alla base) a forma obovata. Alla base dal lato interno è presente una fossetta nettarifera gialla (= petali nettariferi di derivazione staminale) a forma ovale. In effetti anche i petali della corolla non sono dei veri e propri petali: potrebbero essere definiti come elementi del perianzio a funzione vessillifera[9].  Dimensione dei petali: larghezza 7 mm; lunghezza 12 – 15 mm.
- Androceo: gli stami, inseriti a spirale nella parte bassa sotto l'ovario, sono in numero indefinito (da 15 a 30) e comunque più brevi dei sepali e dei petali; la parte apicale del filamento è lievemente dilatata sulla quale sono sistemate le antere bi-logge, di colore giallo a deiscenza laterale. Al momento dell'apertura del fiore le antere sono ripiegate verso l'interno, ma subito dopo, tramite una torsione, le antere si proiettano verso l'esterno per scaricare così il polline lontano dal proprio gineceo evitando così l'autoimpollinazione. Il polline è tricolpato (caratteristica tipica delle Dicotiledoni).
- Gineceo: l'ovario è formato da diversi carpelli (da 12 a 60 e più) liberi uniovulari; sono inseriti a spirale sul ricettacolo; gli ovuli sono eretti e ascendenti. I pistilli sono apocarpici (derivati appunto dai carpelli liberi) con la parte basale (il carpello) verde chiaro quasi trasparente.
- Fioritura: da aprile a giugno.

### Frutti
Il frutto (un poliachenio) è formato da diversi acheni aggregati. Gli acheni sono inizialmente pubescenti (in seguito glabrescenti) e senza ala, appiattiti, compressi e con un brevissimo becco apicale. Ogni achenio contiene un solo seme. Insieme formano una testa sferica posta all'apice del peduncolo fiorale. Diametro del frutto: 4 mm. Lunghezza degli acheni: 1,5 – 2 mm.

## Riproduzione
La riproduzione di questa pianta avviene per via sessuata grazie all'impollinazione degli insetti pronubi (soprattutto api) in quanto è una pianta provvista di nettare (impollinazione entomogama).  La dispersione dei semi è soprattutto idrocoria.

## Distribuzione e habitat
I dati di questa sezione si riferiscono alla specie tipo Ranunculus peltatus subsp. peltatus
- Geoelemento: il tipo corologico (area di origine) è Europeo.
- Distribuzione: in Italia questo ranuncolo si trova nelle seguenti regioni: Toscana, Lazio, Puglia, Sicilia e Sardegna. È considerata una specie rara. Nelle Alpi si trova nel land austriaco della Carinzia. Sugli altri rilievi europei è presente nella Foresta Nera, Massiccio Centrale, Pirenei, Alpi Dinariche, Monti Balcani e Carpazi. Fuori dall'Europa è presente nell'Africa del Nord e nell'Asia temperata occidentale.
- Habitat: l'habitat tipico di questa pianta sono i fossi bagnati e acquitrini. Il substrato preferito è sia siliceo con pH acido e terreno con bassi valori nutrizionali e permanentemente bagnato (e sommerso).
- Distribuzione altitudinale: sui rilievi queste piante si possono trovare fino a 100 m s.l.m. (ma in condizioni favorevoli anche a quote molto più alte – secondo le ultime ricerche si trova anche in Valle d'Aosta); frequentano quindi il piano vegetazionale collinare.

### Fitosociologia
Dal punto di vista fitosociologico la specie di questa voce appartiene alla seguente comunità vegetale:
Formazione: delle comunità acquatiche natanti o sommerse
Classe: Potametea pectinati
Ordine: Potametalia pectinati
Alleanza: Nymphaeion albae

## Tassonomia
Il genere Ranunculus è un gruppo molto numeroso di piante comprendente oltre 400 specie originarie delle zone temperate e fredde del globo, delle quali quasi un centinaio appartengono alla flora spontanea italiana. La famiglia delle Ranunculaceae invece comprende oltre 2500 specie distribuite su 58 generi. 

Le specie spontanee della nostra flora sono suddivise in tre sezioni (suddivisione a carattere pratico in uso presso gli orticoltori organizzata in base al colore della corolla): Xanthoranunculus – Batrachium – Leucoranunculus. La specie Ranunculus peltatus appartiene alla sezione di mezzo (Batrachium) caratterizzata dall'avere i peduncoli fruttiferi arcuati, acheni rugosi, piante sommerse con petali più o meno bianchi e fossetta nettarifera non squamata.

Un'altra suddivisione, che prende in considerazione caratteristiche morfologiche ed anatomiche più consistenti (ma fondamentalmente simili), è quella che divide il genere in due sottogeneri (o subgeneri), assegnando il Ranunculus peltatus al subgenere Batrachium, caratterizzato da piante con fusti molli (privi di tessuti di sostegno – a parte i peduncoli fiorali), peduncoli dell'infiorescenza ricurvi alla fruttificazione (l'altro subgenere Ranunculus è dedicato alle specie terrestri).

Il numero cromosomico di R. peltatus è: 2n = 16,32.

### Variabilità
L'ambiente acquatico condiziona morfologicamente la crescita di queste piante, si ha così una grande varietà fenotipica. La crescita in ambienti diversi (acque più o meno profonde, temperature diverse, siti in pianura o in quota, ambiente disturbato e altro) determinano delle condizioni morfologiche dipendenti dall'ambiente stesso per cui il riconoscimento della specie può risultare difficile.

Nell'elenco che segue sono indicate alcune varietà rispetto alla specie tipo. Alcuni nominativi sono considerati da altri botanici sinonimi della specie tipo o di altre sottospecie. 
- Ranunculus peltatus subsp. baudotii (Godr.) C.D.K.Cook (1984)
- Ranunculus peltatus subsp. fucoides (Freyn) Muñoz Garm. (1905)
- Ranunculus peltatus subsp. peltatus var. microcarpus Meikle
- Ranunculus peltatus subsp. pseudofluitans (Syme) Franco (1971)
- Ranunculus peltatus subsp. saniculifolius (Viv.) C.D.K.Cook (1984)
- Ranunculus peltatus subsp. sphaerospermus (Boiss. & Blanche) Meikle
- Ranunculus peltatus var. heterophyllus (Coss. & Germ.) Meijden (1982)

### Descrizione sottospecie italiane
In Italia della specie di questa voce esistono due sottospecie (oltre alla specie tipo): subsp, baudotii e subsp. fucoides. La posizione tassonomica di queste entità è in via di definizione; in effetti nella Flora d'Italia (di Sandro Pignatti) la subsp.  baudotii viene descritta come specie autonoma con la denominazione Ranunculus baudotii Godron (il suo nome comune è Ranuncolo di Baudot - nome dato in ricordo del suo scopritore nel 1837); mentre l'altra sottospecie non è neppure citata.

#### Subsp.baudotii
Denominazione: Ranunculus peltatus subsp. baudotii (Godr.) C.D.K.Cook (1984). Qui di seguito vengono descritte le differenze rispetto alla specie tipo:
- in genere questa pianta è meno alta: 20 – 50 cm;
- la lamina delle foglie superiori è reniforme, divisa in un numero minore di segmenti (3 – 5);
- le lacinie delle foglie inferiori sono più piccole (fino a 12 mm) e più rigide per cui non si riuniscono a pennello;
- i peduncoli sono lunghi tre – 7 mm e sempre più lunghi dei piccioli delle foglie corrispondenti;
- il ricettacolo è allungato;
- dimensione dei petali: larghezza 4 – 5 mm; lunghezza 6 – 10 mm;
- gli stami sono da 10 a 20;
- il frutto ha una forma più ovoide;
- gli acheni sono glabri e alati.

Fiorisce un po' prima (marzo – maggio; ma in alcune zone arriva fino a settembre) e si trova facilmente nelle acque salmastre dei litorali. Il substrato preferito è sia calcareo che siliceo con pH neutro e terreno con medi valori nutrizionali e permanentemente bagnato (e sommerso).

La distribuzione in Italia è relativa alle seguenti regioni: Puglia, Sicilia e Sardegna. Fuori dall'Italia si trova nel Tirolo Settentrionale (Austria) e sui seguenti rilievi: Massiccio Centrale, Pirenei e Carpazi. Il tipo corologico (area di origine) è definito   Mediterraneo – Atlantico.

Dal punto di vista fitosociologico questa sottospecie appartiene alla seguente comunità vegetale:
Formazione: delle comunità terofiche pioniere nitrofile
Classe: Isoëto-Nanojuncetea

#### Subsp.fucoides
Denominazione: Ranunculus peltatus subsp. fucoides (Freyn) Muñoz Garm.  (1905). Si distingue dalla specie tipo per i fiori più grandi: i petali sono il doppio dei sepali; questi ultimi si ripiegano sul peduncolo. In Italia è presente nel Nord-est e nelle isole maggiori.

### Ibridi
Nell'elenco che segue sono indicati alcuni ibridi interspecifici:
- Ranunculus × hiltonii H. Groves & J. Groves (1901) – Ibrido con Ranunculus omiophyllus
- Ranunculus × kelchoensis S. Webster (1990) – Ibrido con Ranunculus fluitans
- Ranunculus × virzionensis A. Félix (1912)  - Ibrido con Ranunculus aquatilis

### Sinonimi
Questa entità ha avuto nel tempo diverse nomenclature. Seguono alcuni tra i sinonimi più frequenti.
- Batrachium cesatianum Caldesi
- Batrachium marinum Fires
- Batrachium peltatum (Schrank) V. V. Petrovsky (1971) (basionimo)
- Ranunculus aquatilis subsp. peltatus (Schrank) Cout. (1913)
- Ranunculus heterophyllus subsp. peltatus (Schrank) Moore & More

In particolare per le sottospecie peltaus, bardotii e fucoides sono indicati i seguenti sinonimi:
- subsp. peltatus

- Ranunculus aquatilis subsp. eleophilus (Arvet-Touvet) Schinz & R. Keller (1905)
- Ranunculus aquatilis subsp. floribundus (Bab. ) P. Fourn. (1928)
- Ranunculus aquatilis subsp. peltatus (Schrank) Syme (1863)
- Ranunculus aquatilis subsp. rhipiphyllus (Bast. ex Boreau) P. Fourn. (1928)
- Ranunculus aquatilis subsp. triphyllos (Wallr.) Coutinho (1913)
- Ranunculus capillaceus Thuill.
- Ranunculus carinatus Schur
- Ranunculus dichotomus (Schmalhausen) Orlova
- Batrachium dichotomum Schmalh.
- Ranunculus diversifolius sensu Willk. & Lange, non Gilib.
- Ranunculus dubius Freyn in Willk. & Lange, (1880)
- Ranunculus elongatus F.W. Schultz, (1869)
- Ranunculus floribundus Bab. (1855)
- Ranunculus heterophyllus subsp. peltatus (Schrank) Moore & More (1866)
- Batrachium langei F.W.Schultz
- Ranunculus leontinensis Freyn in Willk. & Lange (1880)
- Ranunculus longicapitellatus Sennen (1936)
- Ranunculus petiveri auct., non W.D.J.Koch
- Ranunculus rhipiphyllus Bast. ex Boreau (1857)
- Ranunculus trichophyllus Wallr.
- Batrachium triphyllos (Wallr.) Dumort.

- subsp. bardotii

- Ranunculus baudotii  Godr.
- Ranunculus confusus  Godr.
- Ranunculus dubius  Freyn
- Ranunculus hololeucos  auct.
- Ranunculus leontinensis  Freyn

- subsp. fucoides

- Ranunculus aquatilis subsp. fucoides (Freyn) O. Bolòs, Vigo & al. (1990)
- Ranunculus aquatilis subsp. saniculifolius (Viviani) O. Bolòs & Vigo (1974)
- Ranunculus fucoides Freyn in Willk. & Lange (1880)
- Ranunculus macranthus Todaro, non Scheele (1848)
- Ranunculus rodiaei Maire (1927)
- Ranunculus saniculifolius Viviani (1824)
- Ranunculus vespertilio Lojac. (1889)

### Specie simili
Nella flora alpina si possono indicare cinque specie di ranuncolo acquatico (oltre a quello di questa voce), tra le più comuni, abbastanza simili tra di loro:
- Ranunculus aquatilis L. (1753) - Ranuncolo acquatico: in Italia è il più comune dei ranuncoli acquatici.
- Ranunculus circinatus Sibth. (1794) - Ranuncolo circinnato: è una pianta abbastanza comune; il fusto ha un portamento reptante ed è radicante ai nodi.
- Ranunculus fluitans Lam. (1779) - Ranuncolo fluitante: sono presenti solo foglie capillari con picciolo e portamento molto allungato e raccolto.
- Ranunculus penicillatus (Dumort.) Bab. (1874) - Ranuncolo pennello: si trova nelle Alpi centrali; spesso è privo di foglie laminate, mentre quelle capillari sono molto lunghe (fino a 20 cm).
- Ranunculus trichophyllus Chaix (1785) - Ranuncolo a foglie capillari: è comune su tutte le Alpi; è completamente privo di foglie a lamina; le lacinie sono rigide e divergenti.

## Usi

### Farmacia
Queste piante contengono l'anemonina; una sostanza particolarmente tossica per animali e uomini. Infatti gli erbivori brucano le foglie di queste piante con molta difficoltà e solamente dopo una buona essiccazione (erba affienata) che fa evaporare le sostanze più pericolose. Anche le api evitano di bottinare il nettare dei “ranuncoli”. Sulla pelle umana queste piante possono creare delle vesciche (dermatite); mentre sulla bocca possono provocare intenso dolore e bruciore alle mucose.